# Santiago II
Santiago II es un barrio situado al suroeste de la ciudad de El Alto, en el Departamento de La Paz.

## Características
El barrio ha sido formado por habitantes que migraron desde los centros mineros que prescindieron de sus servicios tras la llamada relocalización en Bolivia.

## Hitos urbanos
Entre los hitos urbanos del barrio se encuentra la Plaza del Minero que alberga la imagen de Juan Lechín Oquendo.

## Guerra del gas
El 11 de octubre durante 2003 en los hechos conocidos como la Guerra del gas en Bolivia, el barrio, uno de los más organizados dada su tradición sindical minera fue víctima de ataques resultando afectadas varias viviendas que fueron atacadas con gases lacrimógenos y ataques con armas de fuego, paralelamente por la zona sobrevolaban helicópteros, todas estas acciones fueron ejecutadas por las fuerzas del orden estatales. 
La masacre de octubre cobró vidas de los vecinos del barrio, tras la militarización oficializada mediante decreto, la plaza del Minero fue ocupada por tanques militares.